# La Haye (Mancha)
La Haye es una comuna nueva francesa situada en el departamento de Mancha, de la región de Normandía.

## Historia
Fue creada el 1 de enero de 2016, en aplicación de una resolución del prefecto de Mancha de 20 de noviembre de 2015 con la unión de las comunas de Baudreville, Bolleville, Glatigny, La Haye-du-Puits, Mobecq, Montgardon, Saint-Rémy-des-Landes, Saint-Symphorien-le-Valois y Surville, pasando a estar el ayuntamiento en la antigua comuna de La Haye-du-Puits.

## Demografía
| Gráfica de evolución demográfica de La Haye (Mancha) entre 1800 y 2013 |
|                                                                        |

Los datos entre 1800 y 2013 son el resultado de sumar los parciales de las nueve comunas que forman la nueva comuna de La Haye, cuyos datos se han cogido de 1800 a 1999, para las comunas de Baudreville, Bolleville, Glatigny, La Haye-du-Puits, Mobecq, Montgardon, Saint-Rémy-des-Landes, Saint-Symphorien-le-Valois y Surville de la página francesa EHESS/Cassini. Los demás datos se han cogido de la página del INSEE.

## Composición
| Comuna delegada            | Código INSEE | Población (2013) | Superficie (km²) | Densidad (hab./km²) |
| -------------------------- | ------------ | ---------------- | ---------------- | ------------------- |
| Baudreville                | 50035        | 93               | 4.67             | 20                  |
| Bolleville                 | 50063        | 371              | 6.09             | 61                  |
| Glatigny                   | 50204        | 156              | 4.99             | 31                  |
| La Haye-du-Puits           | 50236        | 1547             | 5.25             | 295                 |
| Mobecq                     | 50330        | 245              | 7.99             | 31                  |
| Montgardon                 | 50343        | 433              | 13.32            | 33                  |
| Saint-Rémy-des-Landes      | 50544        | 211              | 8.30             | 25                  |
| Saint-Symphorien-le-Valois | 50558        | 819              | 5.80             | 141                 |
| Surville                   | 50586        | 202              | 7.40             | 27                  |